# أوبيد هال
أوبيد هال (بالإنجليزية: Obed Hall)‏ هو قاضي وسياسي أمريكي، ولد في 23 ديسمبر 1757، وتوفي في 1 أبريل 1828 في الولايات المتحدة. حزبياً، نشط في الحزب الجمهوري الديمقراطي. وقد انتخب عضو مجلس النواب الأمريكي.